# Spoorbrug Antoing
De spoorbrug Antoing is een spoorbrug over de Schelde bij Antoing. De brug maakt deel uit van de HSL 1 hogesnelheidslijn tussen Brussel en Parijs. De totale lengte van de brug is 438 meter, met betonnen aanbruggen van 50 meter en een hoofdoverspanning als stalen boogbrug van 120 meter. De brug overspant niet alleen de rivier maar de hele Scheldevallei.

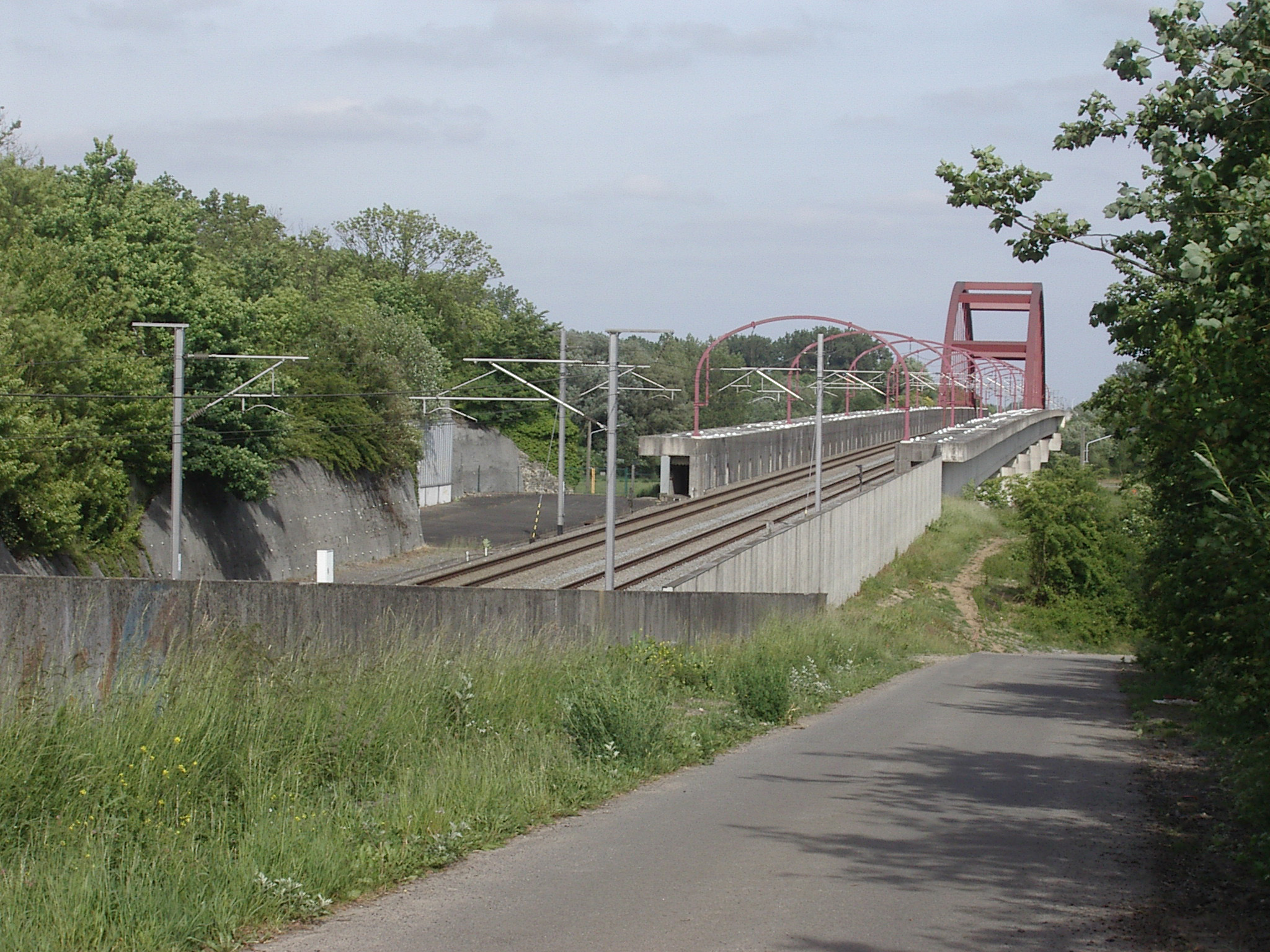